# Microserica lineata
Microserica lineata är en skalbaggsart som beskrevs av Moser 1915. Microserica lineata ingår i släktet Microserica och familjen Melolonthidae. Inga underarter finns listade i Catalogue of Life.